# Limnophyes hamiltoni
Limnophyes hamiltoni är en tvåvingeart som beskrevs av Ole Anton Saether 1969. Limnophyes hamiltoni ingår i släktet Limnophyes och familjen fjädermyggor. Inga underarter finns listade i Catalogue of Life.